# 永瀨正敏
永瀨正敏（1966年7月15日—），B型，為日本演員。出身自宮崎縣都城市。隸屬ロケットパンチ經紀公司。
出演的作品多半是電影，也曾經擔任過導演、攝影師、歌手。前妻是演員以及歌手小泉今日子。
2014年，永瀨正敏出演改編自「嘉義農林棒球隊」打進甲子園決賽的電影《KANO》，以首位非華人演員身份入圍第51屆金馬獎最佳男主角。

## 經歷
1983年、以電影『小便騎士』出道。以後數年在電視劇及電影中演出。1990年在『Mystery Train』演出，而以在吉姆·賈木許作品演出的年輕演員身分受到注目後，開始以電影為中心活躍著。
1991年、演出『兒子』並獲得日本電影金像獎、藍絲帶獎 、電影旬報、日刊體育電影大獎最佳男配角獎。在每日電影獎、報知電影獎獲得最佳男主角獎。
1993年開始，長期擔任『私家偵探 濱MIKE』（電影、電視劇）的主角。
與歌手及演員小泉今日子在1995年2月22日結婚。2004年2月22日離婚。但離婚後，兩人仍在2007年的『惡女花魁』、2011年的『元氣媽媽』一起演出。「元氣媽媽」中還扮演一對夫妻。2004年、『渇いた花〜four by four equal one〜』是自己自編自導並DVD化的作品。
在『Mystery Train』以後，唯一演出的電視劇就只有『私家偵探 濱MIKE』。
2010年日本爆發口蹄疫、他在官網中特設網頁『for... 〜HOPE art gallery』、以讓宮崎擁有「希望を」為主題，與其他一同響應的藝術家們聯合推出他們的作品。
2013-2014年，永瀨正敏出演改編自嘉義農林棒球隊打進日本甲子園決賽的台灣故事電影「KANO」，戲中飾演鐵血教練近藤兵太郎，並以首位非華人演員身分成為第51屆金馬獎男主角候選人。

## 人物
- 曾祖父是當時薩摩藩中都城市（都城鄉）的武士、曾參加過戊辰戰争及西南戰争。於91歳過世時、當地以「最後的薩摩武士過世」大篇幅的報導他。[4]
- 近年來以攝影家的身分發表許多作品，並且回答說「不知道是不是受到祖父為攝影師的影響呢」[4]。
- 在女性雜誌的對談中認識小泉今日子並與她結婚，這次對談是由身為永瀨粉絲的小泉指定的。小泉今日子在舉辦包括與永瀨結婚時入浴拍攝的半裸照等私人攝影展時。以一份用番茄醬在蛋包飯上寫上兩人名字的照片成為話題。[5]
- 有一個弟弟，但在出生後不久即過世[4]。
- 對於喜歡的作品會不計較規模以及場地而參與演出、因此獲得確立了1990年代以後的新電影演員應該有的模樣的好評。
- 在演出『Mystery Train』後、至今的活動大部分都是演出自己喜歡的電影、因此很少談到關於電影以外的演技部分。但本人對於電視劇、舞台劇並沒有抱持否定的意見、甚至對於日劇『偶像媽咪』也給予「可以從中學到喜劇的感覺」的肯定。
- 交友關係相當廣、與其他藝術家的合作也不少。
- 與服裝品牌NEIGHBORHOOD的設計師滝澤伸介有很深交情、也經常擔任該雜誌上的模特兒。
- 身為抽煙的愛好者，曾表示「希望有一台能夠在裡面盡情抽煙的飛機」。
- 曾為屎爛幫的熱門歌曲「ONE」朗讀其歌詞。
- 2010年在日本爆發口蹄疫時、曾捐出300萬圓。並發表以「生まれ故郷宮崎へメッセージと、希望を」為主題的藝術作品[6]。

## 獲獎
1991年度
- 第16回報知電影獎 最佳男演員獎（『息子』『アジアンビート アイ・ラブ・ニッポン』『喪の仕事』）
- 第4回日刊體育電影大獎 最佳男配角獎（『息子』）
- 第65回電影旬報 最佳男配角獎（『息子』）
- 第46回每日電影獎 最佳男演員獎（『息子』『喪の仕事』『アジアンビート アイ・ラブ・ニッポン』）
- 第34回藍絲帶獎 最佳男配角獎（『息子』）
- 第15回日本電影金像獎 新人演員獎（『アジアンビート アイ・ラブ・ニッポン』『息子』『喪の仕事』）
- 第15回日本電影金像獎 最佳男配角獎（『息子』『喪の仕事』）
- 第46回日本放送映画藝術大賞 電影部門 最佳男配角獎（『息子』）
- エランドール賞 新人獎（『息子』他）

1992年度
- 第7回高崎電影節 最佳男演員獎（『死んでもいい』）

1996年度
- 第1回ニフティ映画大賞 最佳男演員獎（『罠』）
- 第20回日本電影金像獎 最佳男配角獎（『学校Ⅱ』）

1997年度
- 第21回日本電影金像獎 最佳男配角獎（『誘拐』）

2004年度
- 第28回日本電影金像獎 最佳男演員獎（『隱劍鬼爪』）

2007年度
- 第29回橫濱電影節 最佳男配角獎（『腑抜けども、悲しみの愛を見せろ』）

2010年度
- 第20回日本映画批評家大賞 最佳男演員獎（『元氣媽媽』）

2011年度
- 第66回日本放送映画藝術大獎 電影部門 最佳男配角獎（『元氣媽媽』『スマグラー おまえの未来を運べ』）
- 2015年度
  - 第7回TAMA映画賞 最優秀男演員獎（『あん』『KANO』）[7]
  - 第37屆橫濱電影節 男主角獎（『あん』）
- 2017年度
  - 藝術選獎文部科學大臣賞 電影部門（『光』）

## 主要演出作品

### 電影

#### 日本電影
- ションベン・ライダー（1983年、相米慎二導演作品）
- 美雪、美雪（1983年、井筒和幸導演作品）
- THE MODS 夜のハイウェイ（1985年、渡邊寿導演作品。）
- メロドラマ（1988年、小澤啓一監督作品）
- バカヤロー!3 へんな奴ら第4話「クリスマスなんか大嫌い」（1990年、山川直人導演作品）
- 喪の仕事（1991年、君塚匠導演作品）
- I Love Nippon （ASIAN BEAT 系列 日本篇）（港譯《我愛日本》）（1991年、天願大介導演作品）[8]
- 息子（1991年、山田洋次導演作品）
- 東京の休日（1991年、長尾直樹導演作品）
- 男人真命苦 寅次郎の青春（1992年、山田洋次導演作品）
- 死んでもいい（1992年、石井隆導演作品）
- オートバイ少女（1994年、あがた森魚導演作品）
- 我が人生最悪の時（1994年、林海象導演作品/私立偵探 濱Mike系列）
- 遥かな時代の階段を（1995年、林海象導演作品/私立偵探 濱Mike系列）
- BeRLiN（1995年、利重剛導演作品）
- フラート（1995年、Hal Hartley導演作品）
- 罠（1996年、林海象監督作品/私立偵探 濱Mike系列）
- ユーリ（1996年、坂元裕二導演作品）
- 学校Ⅱ（1996年、山田洋次導演作品）
- 虹をつかむ男（1996年、山田洋次導演作品）
- 誘拐（1997年、大河原孝夫導演作品）
- Beautiful Sunday（1998年、中島哲也導演作品）
- 実験映画（1999年、手塚真導演作品）
- 0cm4（1999年、園子温導演作品）
- 五条霊戦記 GOJOE（2000年、石井聰亙導演作品）
- 閉じる日（2000年、行定勲導演作品）
- PARTY7（2000年、石井克人導演作品）
- PARADICE（2000年、森山達也、ハル導演作品）
- STEREO FUTURE -episode 2002-（2001年、中野裕之導演作品）
- 真心（2001年、前田良輔導演作品）
- ELECTRIC DRAGON 80000V（2001年、石井岳龍導演作品）
- けものがれ、俺らの猿と（2001年、須永秀明導演作品）
- 贅沢な骨（2001年、行定勲導演作品）
- ピストルオペラ（2001年、鈴木清順導演作品）
- 自殺サークル（2001年、園子温導演作品）
- クロエ（2001年、利重剛導演作品）
- 海は見ていた（2002年、熊井啓導演作品）
- AIKI（2002年、天願大介導演作品）
- 偶然にも最悪な少年（2003年、グ・スーヨン導演作品）
- ラブドガン（2004年、渡邊謙作導演作品）
- 隱劍鬼爪（2004年、山田洋次導演作品）
- ジーナ・K（2005年、藤江儀全導演作品）
- 姑獲鳥之夏（2005年、實相寺昭雄導演作品）
- 探偵事務所5（2005年、林海象導演作品）
- 天使（2006年、宮坂まゆみ導演作品）
- 紙屋悦子の青春（2006年、黑木和雄導演作品）
- ありがとう（2006年、万田邦敏導演作品）
- 代々木ブルース（2006年、廣田正興導演作品）
- 惡女花魁（2007年、蜷川實花導演作品）
- 腑抜けども、悲しみの愛を見せろ（2007年、吉田大八導演作品）
- 夢のまにまに（2008年、木村威夫導演作品）
- R246 STORY 『224466』(2008年、淺野忠信導演作品)
- ゼラチンシルバーLOVE（2009年、操上和美導演作品）
- 元氣媽媽（2011年、小林聖太郎導演作品）
- スマグラー おまえの未来を運べ（2011年、石井克人導演作品）
- 赤い季節（2012年、能野哲彦導演作品）
- 戦争と一人の女（2013年、井上淳一導演作品）
- 彌勒MIROKU（2013年、林海象導演作品）
- 真幌站前多田便利屋（2014年、大森立嗣導演作品）
- 戀戀銅鑼燒（2015年、河瀨直美導演作品）
- 後妻業の女（2016年、鶴橋康夫導演作品）
- 光（2017年、河瀨直美導演作品）
- 蝶の眠り（2018年、鄭在恩（朝鲜语：정재은 (영화 감독)）導演作品）
- パンク侍、斬られて候（2018年、石井岳龍導演） - 大臼延珍 / 旁白[9]
- 紅雪 red snow(2019年、甲斐紗耶香導演作品)
- カツベン!(2019年、周防正行導演作品)
- 最初の晩餐（2019年11月1日）- 東日登志[10]
- 茜色如燒（2021年5月21日，石井裕也導演） - 中村

#### 日本以外的電影
- Mystery Train （1989年、吉姆·賈木許導演）
- Love from Temasek  （ASIAN BEAT 系列 新加坡篇）（1991年、フレディ・ロー・ベン・リー導演）
- Powder Road （ASIAN BEAT 系列 泰國篇）（港譯《憤怒粉路》）（1991年，Chatri Chalerm Yukol導演）[8]
- Sunrise in Kampon （ASIAN BEAT 系列 馬來西亞篇）（1991年，Aziz M. Osman導演）
- Shadow of Nocturne （ASIAN BEAT 系列 台灣篇）（1991年，余為彥導演）
- 秋月 （ASIAN BEAT 香港篇）（1992年，羅卓瑤導演）[8]
- Cold Fever（1995年、弗里德里克·索爾·弗里德里克松導演）
- KANO（2014年、台灣、馬志翔導演）- 近藤兵太郎
- 寧靜咖啡館之歌（2015年、台灣、姜秀瓊導演）- 客串
- 派特森（2016年、吉姆·賈木許導演）- 客串
- 明月几时有（2017年，许鞍华导演）

### 電視動畫
2002年
- 名偵探柯南（濱マイク）

### 電視劇
- だから青春 泣き虫甲子園 （1983年、NHK）
- ニッポン親不孝物語（1985年、日本電視台）
- 月曜ドラマランド 透明少女（1986年3月10日、富士電視台）- 六助
- 富士電視台週四連續劇 時にはいっしょに（1986年、富士電視台）津村
- あぶない刑事 第15話「説得」（1987年、日本電視台）阿仁
- 金曜女のドラマスペシャル「はるちゃん・待ちくたびれた女」（1987年2月27日、富士電視台）
- 偶像媽咪 （1987年、TBS）
- 恋はハイホー! （1987年、日本電視台）
- 火曜サスペンス劇場「ラーメン横町・女たちの危険な午後」（1988年、日本電視台 / PDS）ジロ
- ミスマッチ （1988年、朝日電視台）
- 卒業（1990年、TBS）
- 世界奇妙物語 『プレゼント』（1990年、富士電視台）
- 悪女 （1992年、讀賣電視台）
- 私立探偵濱Mike （2002年、讀賣電視台）
- 朝日電視台開局55周年記念「野良犬」（2013年1月19日、朝日電視台）- 遊佐英

### 網路劇
- AV帝王2（2021年6月24日、Netflix） - 廣告導演(客串)

## 唱片

### 單曲

#### CBSソニー時代
- スクール･デイズ（1983年1月10日）
- 夏のマドンナ（1983年7月1日）
- 南風･ドリーミン（1983年9月21日）
- プラスティック･ラブ･レター（1984年4月21日）
- 行きすぎてブロークン･ハート（1984年7月21日）

#### ビクター時代
- For the boys…（1993年6月2日）- ヒルビリー・バップスのラストアルバム『PUBLIC MENU』収録曲「夢見る頃を過ぎても」のカバー。
- 太陽とピストル -le soleil et le pistolet-（1993年10月27日）
- キミとボク（1996年4月24日）

### 專輯

#### CBSソニー時代
- JOJO（1984年7月21日）

#### ビクター時代
- CONEY ISLAND JELLYFISH（1993年6月23日）
- Vending Machine（1996年5月22日）

## 備注
1. 1 2  金馬獎入圍戰力分析 （页面存档备份，存于），中央社，2014年11月12日
2. ↑  金馬獎2014完整入圍名單出爐 （页面存档备份，存于），中央社，2014年10月1日
3. ↑  for... Miyazaki （页面存档备份，存于）、2013年2月23日参照。
4. 1 2 3  『ファミリーヒストリー』 NHK綜合電視台 2012年10月1日播放
5. ↑  .   [2014-03-08]. （原始内容存档于2021-01-23）.
6. ↑  永瀨正敏、以個人身分捐贈宮崎縣口蹄疫義援金300萬圓！並開設公益網站！ （页面存档备份，存于）、2010年6月7日、シネマトゥデイ、2013年2月23日参照。
7. ↑  . TAMA CINEMA FORUM. 2015  [2015-11-21]. （原始内容存档于2020-08-25）.
8. 1 2 3  李焯桃 (编). . . 香港: 市政局. 1992: 77–79.
9. ↑  . 映画.com (株式会社エイガ・ドット・コム). 2018-05-09  [2018-06-30]. （原始内容存档于2019-08-21）.
10. ↑  . CINRA.NET.   [2019-06-28]. （原始内容存档于2021-01-26） （日语）.

## 外部連結
- 永瀨正敏官方網站 （页面存档备份，存于）
- 永瀬正敏官方facebook （页面存档备份，存于）